# Holmfrid Eriksson
Holmfrid Eriksson war ein schwedischer Radrennfahrer und nationaler Meister im Radsport.

## Sportliche Laufbahn
Eriksson war im Straßenradsport aktiv. 1925 gewann er die nationale Meisterschaft in der Mannschaftswertung des Einzelzeitfahrens. In der Schweden-Rundfahrt wurde er beim Sieg von Ragnar Malm Dritter. 
Bei den Straßenradsport-Weltmeisterschaften 1927 startete er für die schwedische Nationalmannschaft. Er kam er in der Wertung der Amateure auf den 7. Platz.